# Киселі (Слободський район)
Киселі́ (рос. Кисели) — присілок у складі Слободського району Кіровської області, Росія. Входить до складу Бобінського сільського поселення.
Населення становить 4 особи (2010).